# Blake Webb
Blake Webb (* 7. März 1985 in Phoenix, Arizona) ist ein US-amerikanischer Theater- und Filmschauspieler.

## Leben
Webb wurde in Phoenix geboren und wuchs dort mit zwei Schwestern und einem Bruder auf. Er studierte erfolgreich Business Marketing und verließ die Universität mit dem Bachelor of Arts. Zwei Jahre lebte und studierte er in Tamaulipas in Mexiko und spricht deswegen fließend Spanisch. Ab 2014 begann er auf Bühnen in Granbury, Texas, aufzutreten. Seine Filmschauspielerei begann er in Salt Lake City, Utah.
Seine ersten Filmrollen hatte Webb 2012 und 2013 in einigen Kurzfilmen. Nach Mitwirkung in einer Episode der Fernsehserie Granite Flats war er 2013 in Schattenkrieger: The Shadow Cabal erstmals in einem Spielfilm zu sehen. Danach folgten Besetzungen in weiteren Kurz- und Low-Budget-Filmen. Er verkörpert solide sowohl die Rolle des Protagonisten als auch des Antagonisten.

## Filmografie
- 2012: Olam (Kurzfilm)
- 2012: Searchers (Kurzfilm)
- 2012: How It Ends (Kurzfilm)
- 2013: Exodus (Kurzfilm)
- 2013: Granite Flats (Fernsehserie, Episode 1x02)
- 2013: Dog Night (Kurzfilm)
- 2013: American Discord (Kurzfilm)
- 2013: Schattenkrieger: The Shadow Cabal (SAGA – Curse of the Shadow)
- 2013: The Retribution of Tom Percival (Kurzfilm)
- 2013: Breakfast for Lunch (Kurzfilm)
- 2013: The System
- 2013: Mirror (Kurzfilm)
- 2013: The Freemason
- 2013: The Next Plane Home (Kurzfilm)
- 2013: Little Moon (Kurzfilm)
- 2013: Fire Witch (Kurzfilm)
- 2013: A Little Push (Kurzfilm)
- 2014: The Adventures of RoboRex
- 2014: The Virgins
- 2014: Sternenkrieger – Survivor (Survivor)
- 2014: Saints and Soldiers III – Battle of the Tanks
- 2014: Beyond the Lightning, Void (Kurzfilm)
- 2014: 12 Til Dusk
- 2014: Wayward: The Prodigal Son
- 2014: Without a Rope (Kurzfilm)
- 2014: Wichita
- 2014: Homeward.
- 2014: Easy Greasy (Kurzfilm)
- 2014: Auto (Kurzfilm)
- 2014: Ascend (Kurzfilm)
- 2015: Austentatious (Fernsehserie, 2 Episoden)
- 2015: King’s Gambit
- 2015: Not a Storybook Love Story (Kurzfilm)
- 2015: Combat Report (Fernsehserie, Episode 1x06)
- 2015: The In-Between (Kurzfilm)
- 2015: Web Atlas (Fernsehserie, Episode 1x54)
- 2015: War Pigs
- 2015: Waffle Street
- 2015: American Horror Story (Fernsehserie, Episode 5x07)
- 2015: Prick (Kurzfilm)
- 2015: Mormon for a Month
- 2016: Battleforce 2 – Rückkehr der Alienkrieger (Alienate)
- 2016: Colony (Fernsehserie, 2 Episoden)
- 2016: Die Bestimmung – Allegiant (The Divergent Series: Allegiant)
- 2016: The Last Ship (Fernsehserie, Episode 3x01)
- 2016: Unremarkable (Kurzfilm)
- 2016: Truth, Love & Freedom (Kurzfilm)
- 2016: The Streets of Antioch (Kurzfilm)
- 2017: Take a Stand (Kurzfilm)
- 2017: Juarez 2045
- 2017: Criminal Minds (Fernsehserie, Episode 12x19)
- 2017: Dark Corners Horror Anthology (Fernsehserie, Episode 2x01)
- 2017: Outcall Presents: The Day Shift (Kurzfilm)
- 2017: Turn: Washington’s Spies (Fernsehserie, Episode 4x06)
- 2017: Navy CIS (NCIS) (Fernsehserie, Episode 15x10)
- 2018: The Black String
- 2019: Tote Mädchen lügen nicht (13 Reasons Why) (Fernsehserie, 2 Episoden)
- 2020: Good Trouble (Fernsehserie, Episode 2x17)